# Shield of Straw
Pour plus de détails, voir Fiche technique et Distribution.
Shield of Straw (藁の楯, Wara no tate) est un film japonais réalisé par Takashi Miike et sorti en 2013. Il s'agit d'une adaptation du roman homonyme de Kazuhiro Kiuchi.
Il est en compétition officielle au festival de Cannes 2013.

## Synopsis
Une équipe de police doit protéger un accusé de meurtre dont la tête est mise à prix contre un milliard de yens.

## Fiche technique
- Titre original : 藁の楯 (Wara no tate?)
- Titre : Shield of Straw
- Réalisation : Takashi Miike
- Scénario : Tamio Hayashi, d'après le roman de Kazuhiro Kiuchi (en)
- Photographie : Nobuyasu Kita
- Musique : Kōji Endō
- Production : William Ireton, Tomoko Jo, Naoaki Kitajima, Hiroyoshi Koiwai, Shigeji Maeda, Seiji Okuda et Misako Saka
- Sociétés de production et distribution : Warner Bros. Japan, Nippon Television Network Corporation
- Pays de production :  Japon
- Langue originale : japonais
- Genre : thriller
- Durée : 125 minutes
- Dates de sortie : 
  - Japon : 26 avril 2013[2]

## Distribution

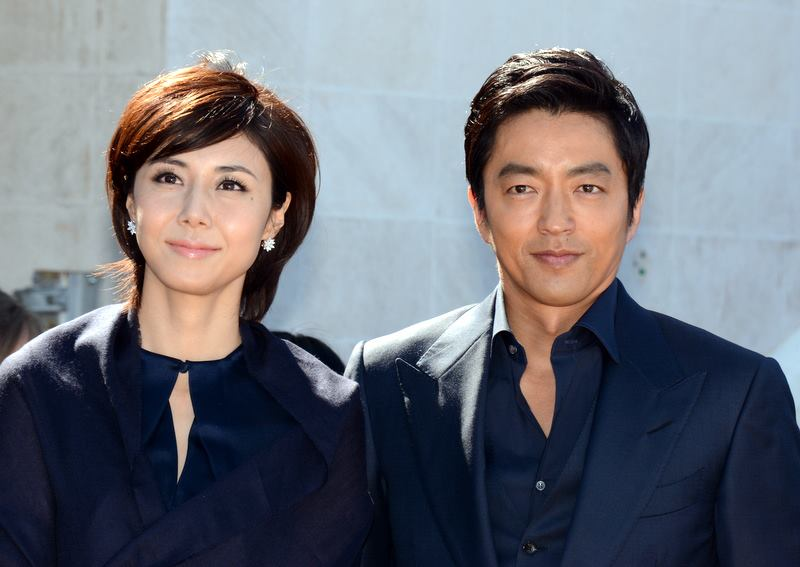
Les acteurs Nanako Matsushima et Takao Ōsawa lors de la présentation du film au festival de Cannes 2013.

- Nanako Matsushima : Atsuko Shiraiwa
- Tatsuya Fujiwara : Kunihide Kiyomaru
- Takao Ōsawa : Kazuki Mekari
- Gorō Kishitani : Takeshi Okumura
- Masatō Ibu : Kenji Sekiya
- Kento Nagayama : Masaki Kamihashi
- Tsutomu Yamazaki : Ninagawa

## Sélection
- Festival de Cannes 2013 : sélection officielle[3]